# Herbert Marxen

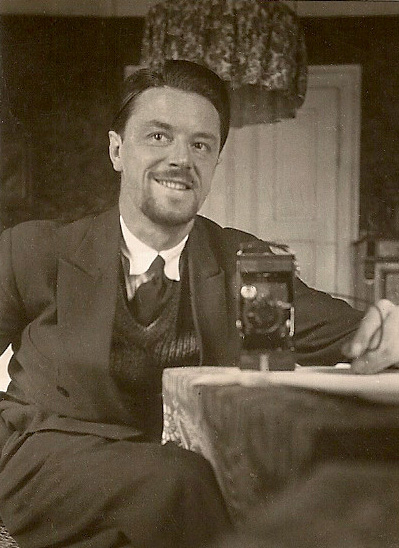
Herbert Marxen um 1930, Eigenfotographie

Herbert Johannes Marxen (* 27. Januar 1900 in Flensburg; † 28. Juli 1954 ebenda) war ein deutscher Zeichner, Karikaturist und Maler. In den letzten Jahren der Weimarer Republik war er der meistbeschäftigte Zeichner der satirischen Zeitschrift Jugend.

## Leben
Herbert Marxen wird 1900 in Flensburg geboren. In den Jahren 1917 bis 1921 erhält er, unterbrochen durch Kriegsdienst, eine Ausbildung zum Gebrauchsgrafiker in den Kunstgewerbeschulen Flensburg und Hamburg. In den folgenden Jahren macht er Studienreisen nach Italien und arbeitet freiberuflich als Werbegrafiker, entwickelt aber eine zunehmende Tendenz, sich der Karikatur zu nähern. 1922 entwirft der junge Marxen ein Plakat für die Flensburger Nordmarkttage im Stil der neuen Sachlichkeit, das so modern und kühn ist, dass es in der heimischen Presse einen Sturm der Entrüstung hervorruft: „Ackerscholle wider Futurismus“.
1929/30 liefert Marxen als freier Mitarbeiter der satirischen Zeitschrift Simplicissimus zahlreiche grafische Beiträge. 1930 bis 1932 wird er als fester Mitarbeiter der Zeitschrift „Jugend“ mit fast 200 Beiträgen der meistbeschäftigte Karikaturist dieses Blattes, bis dieses durch den erstarkenden Nationalsozialismus von der Schließung bedroht ist. Marxen verfertigt privat weiter anti-nationalsozialistische Karikaturen. Nach Verrat durch seinen Schwager werden 1938 in Marxens Atelier durch die Gestapo ca. 200 Karikaturen mit brisantem Inhalt beschlagnahmt, und der Zeichner wird mit sofortiger Wirkung aus der Reichskammer der bildenden Künste ausgeschlossen. Bemühungen um die Rückgabe der Zeichnungen sind vergeblich; sie bleiben verschollen.
Nach erneutem Militärdienst verlegt sich Herbert Marxen nach dem Zweiten Weltkrieg neben der Grafik mehr und mehr auf das Genre des Ölgemäldes. 1946 findet mit ausdrücklicher Förderung durch die britische Militärregierung eine Ausstellung in Kampen auf Sylt statt. Es folgen mehrere Ausstellungen im schleswig-holsteinischen und dänischen Raum und Publikationen in „Der Deutsche Michel“. Gleichzeitig bemüht Marxen sich um eine Entschädigung für die beschlagnahmten Zeichnungen. Er starb 1954 kurz vor der Gegenüberstellung mit einem der Nazi-Schergen an einem Herzschlag, die Entschädigung wurde kurz darauf seiner Witwe und den beiden Töchtern gewährt.

## Nachwirkungen
Um 1955 fanden in Flensburg, Odense und Aalborg (Dänemark) Ausstellungen statt. In den Jahren 1982 und 2014 wurden im Städtischen Museum Flensburg umfangreiche Gedächtnisausstellungen für den Künstler ausgerichtet. 2019 wurde in Flensburg der Herbert-Marxen-Weg nach ihm benannt.

## Fundus im städtischen Museum Flensburg
Zahlreiche Arbeiten von Herbert Marxens grafischem und malerischem Werk befinden sich im Fundus des Flensburger Museums, darunter publizierte Karikaturen aus der Weimarer Zeit, Zeichnungen aus dem Zyklus „Mein Dank an das Dritte Reich“ von ca. 1946, Holzschnitte und Ölgemälde.
Stilistisch sind die frühen Arbeiten Marxens, vor allem seine Holzschnitte, der Neuen Sachlichkeit zuzurechnen. Von den drei großen Karikaturisten seiner Zeit – Heine, Gulbransson und Arnold – stand Marxen letzterem am nächsten; seine Figuren sind aus einer klaren, feinen Konturlinie gebildet. Die Ölgemälde sind nicht eindeutig einer Stilrichtung zuzuordnen, meist gedeckt in der Farbgebung und lassen oftmals den Karikaturisten erkennen. Im Sommer 2014 fand im Städtischen Museum Flensburg eine erneute umfangreiche Ausstellung unter dem Titel „Politisch inkorrekt“ mit Ölgemälden, Holzschnitten und Karikaturen von Herbert Marxen statt.

## Werke (Auswahl)

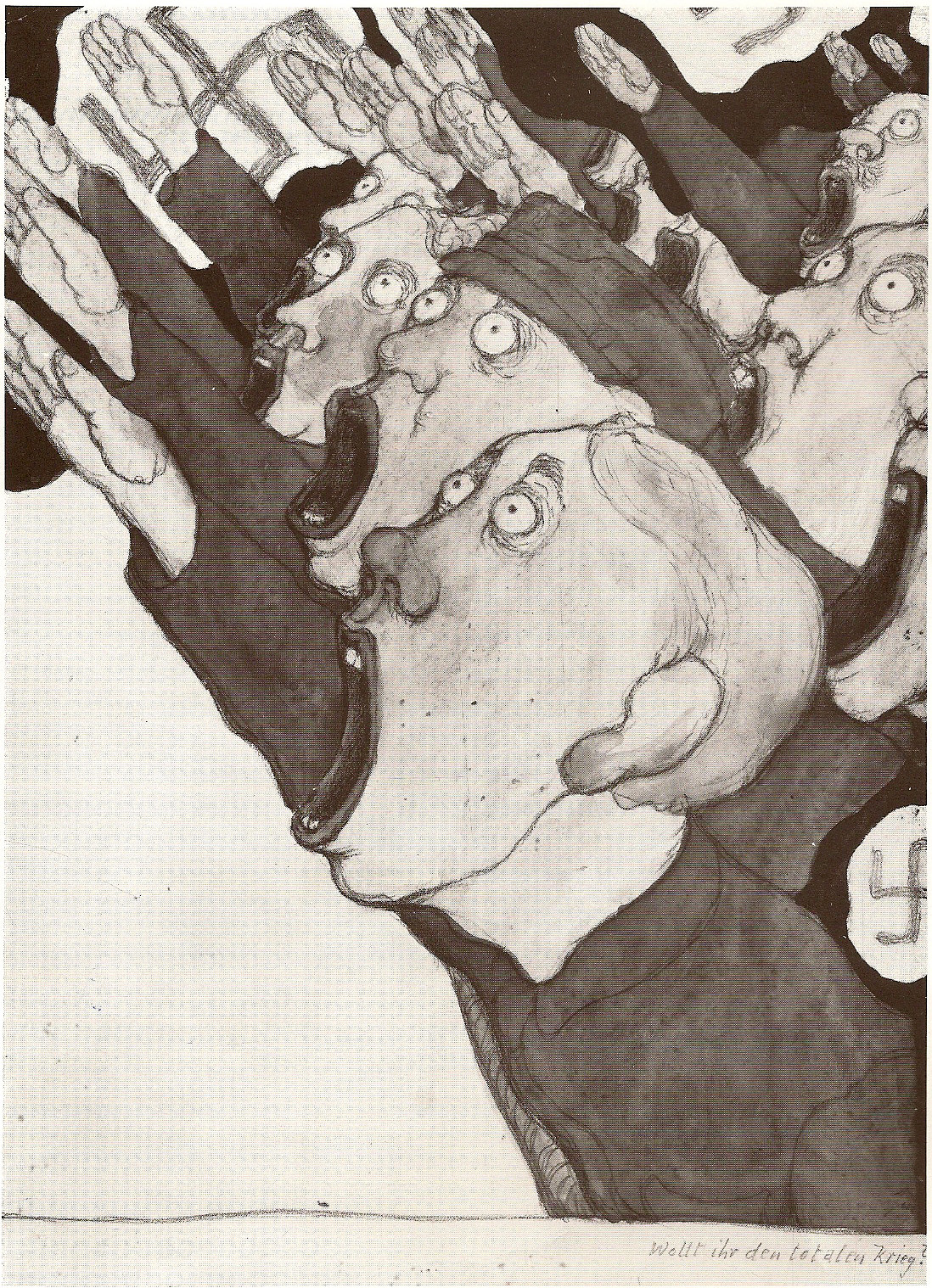
Wollt ihr den totalen Krieg? 1945
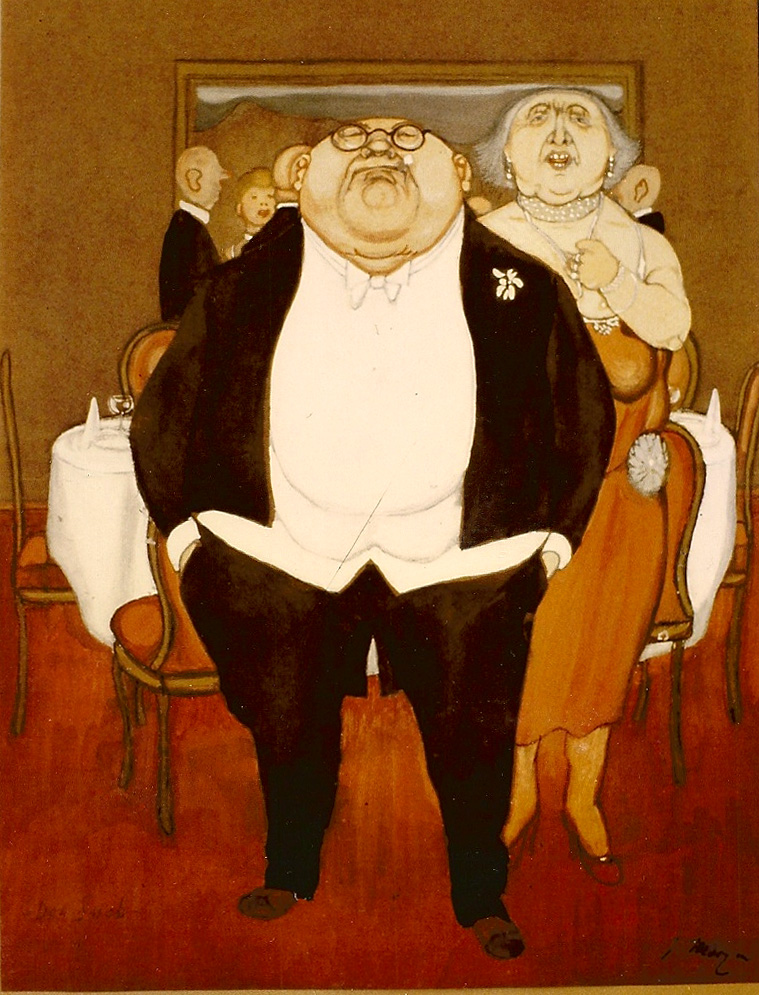
Die Neureichen ca. 1930
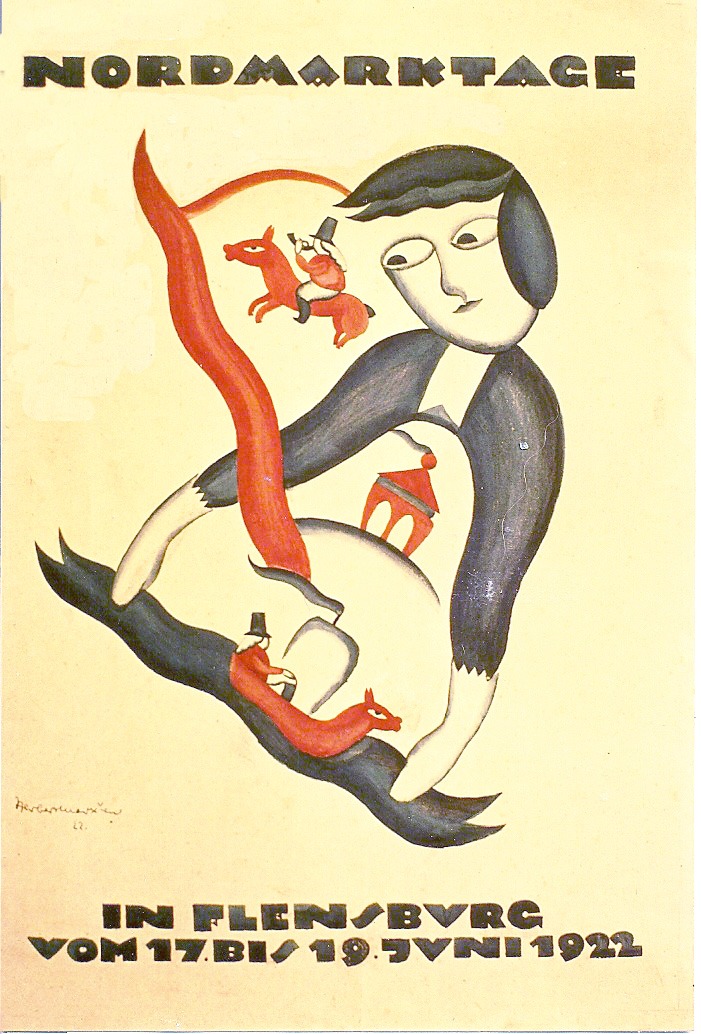
Nordmarktage Plakat 1922
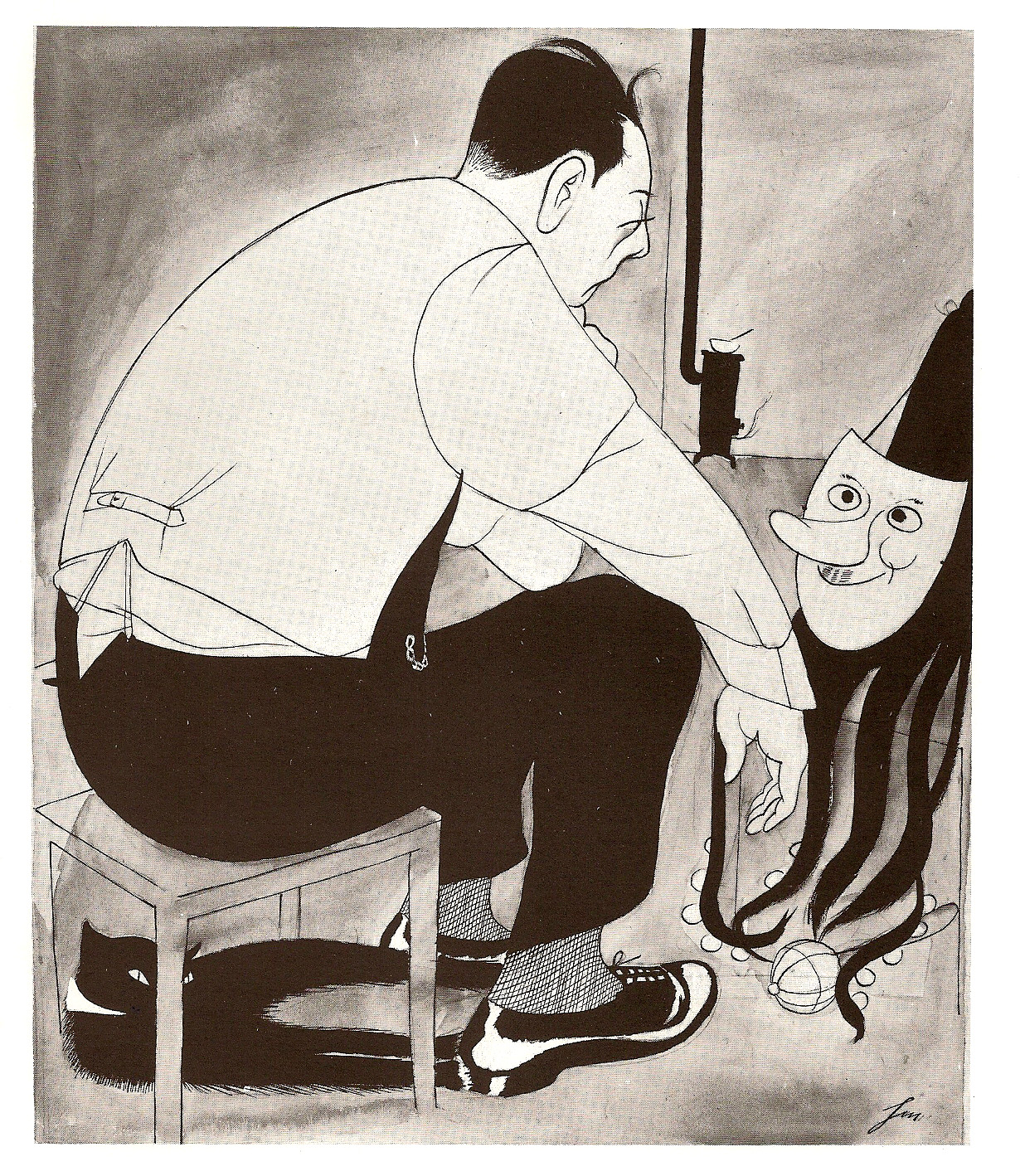
Aschermittwoch 1931